# Heinrich Graetz
Heinrich Graetz (31 octubre 1817-7 setembre 1891) va ser un dels primers historiadors a escriure una història completa dels principals personatges jueus des d'una perspectiva jueva.
Nascut en una família de carnissers a Alemanya (ara Polònia), va obtenir el seu doctorat en la Universitat de Jena. Després de 1845 va ser director de la de l'escola de la Breslau de la comunitat jueva ortodoxa, i més tard professor d'història en el Seminari Teològic Jueu a Breslau (actual Wrocław, Polònia). La seva obra mestra fou Història dels Jueus que es va traduir ràpidament a altres idiomes i el seu interès s'estengué ràpidament per tot el món jueu.
El 1869 la Universitat de Breslau li va concedir el títol de Professor Honorari, i el 1888 va ser nomenat Membre Honorari de la Reial Acadèmia de Ciències Exactes, Físiques i Naturals d'Espanya.